# Allennes-les-Marais
Allennes-les-Marais is een gemeente in het Franse Noorderdepartement (Frans: département du Nord) (regio Hauts-de-France). De plaats maakt deel uit van het arrondissement Rijsel. Allennes-les-Marais telde op 1 januari 2022 3.549 inwoners.

## Geografie
De oppervlakte van Allennes-les-Marais bedroeg op 1 januari 2022 5,55 vierkante kilometer; de bevolkingsdichtheid was toen 639,5 inwoners per km².

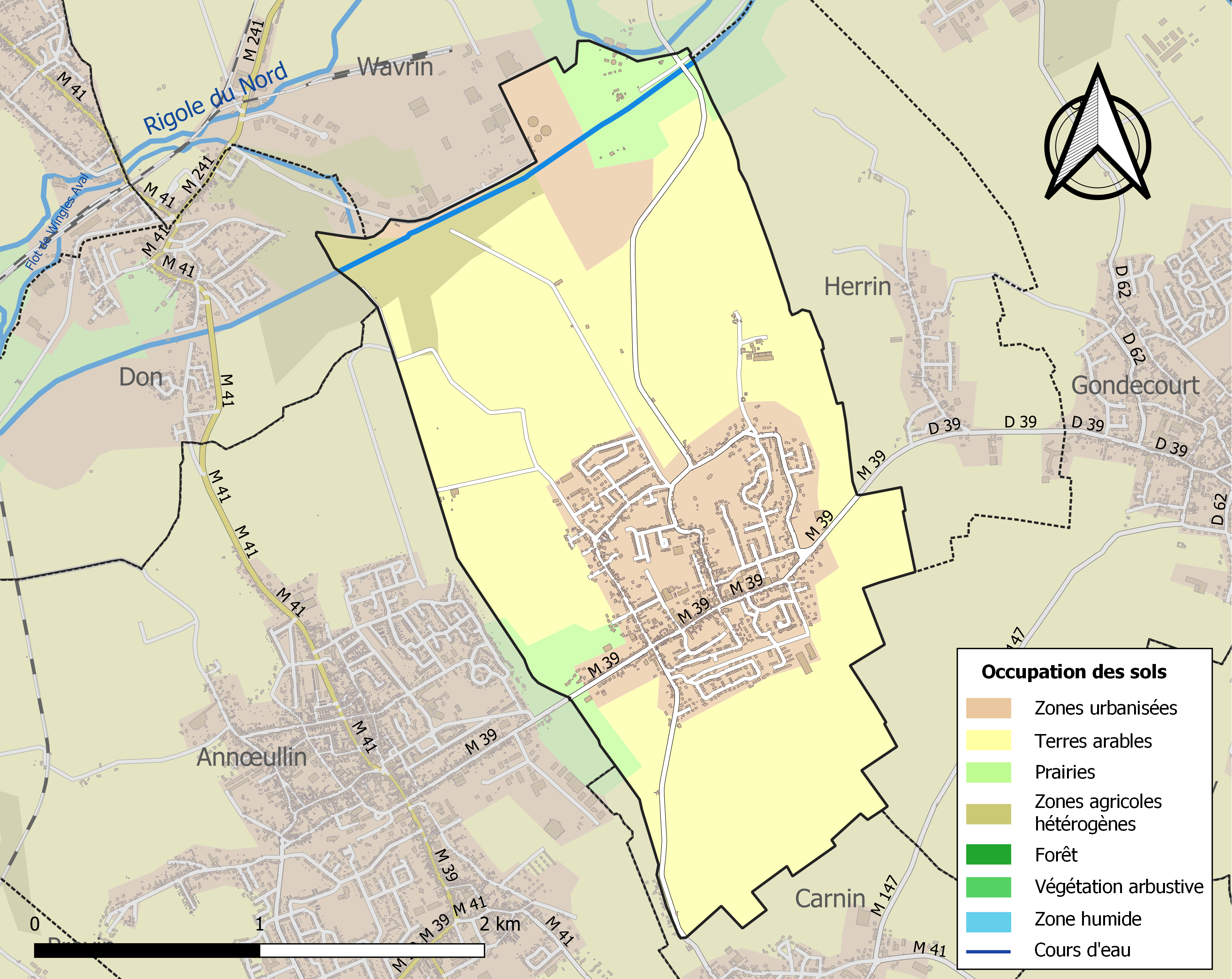
Kaart van de gemeente met belangrijkste infrastructuur, bodemgebruik en omliggende gemeenten

## Demografie
Onderstaande figuur toont het verloop van het inwonertal (bron: INSEE-tellingen).